# Hermann Grunder
Hermann August Grunder (* 4. Dezember 1931 in Basel) ist ein schweizerisch-US-amerikanischer Physiker, der sich mit Teilchenbeschleunigern beschäftigt.
Grunder erwarb 1958 sein Maschinenbau-Diplom an der TH Karlsruhe und wurde 1967 in experimenteller Kernphysik an der Universität Basel promoviert.  Dazwischen war er 1959 bis 1962 als Ingenieur beim Lawrence Berkeley National Laboratory (LBNL)  und 1962 bis 1964 am Bau von dessen Spiral-Ridge-Zyklotron beteiligt, an der er danach ein Jahr lang Experimente ausführte. Ab 1968 war er in der Beschleuniger-Abteilung des LBNL, an dem er 1979 Associate Director und Leiter der Abteilungen für Beschleuniger und Kernfusion wurde. In den 1970er Jahren wurde unter seiner Leitung der Schwerionenbeschleuniger Bevalac gebaut, der den 1972 fertiggestellten HILAC und  das alte Bevatron kombinierte. Am Bevalac wurden Pionierarbeiten in der Kernphysik (Schwerionenkollisionen) und der Strahlentherapie geleistet. Von 1985 bis 2000 war er Direktor des Jefferson Laboratory in Newport News, Virginia, an dem unter seiner Leitung der Elektronenbeschleuniger CEBAF mit kontinuierlichem Elektronenstrahl (1995 in Betrieb) für die Kernphysik-Forschung gebaut wurde (unter seiner Leitung geändert in einen supraleitenden Linearbeschleuniger). Von 2000 bis 2005 war er Direktor des Argonne National Laboratory.
1979 erhielt er den US Senior Scientist Award der Alexander von Humboldt-Stiftung und 1996 den Distinguished Associate Award des Energieministeriums der Vereinigten Staaten. 1980 wurde er Fellow der American Physical Society. Er ist Ehrendoktor von acht Universitäten, darunter der Johann-Wolfgang-Goethe-Universität Frankfurt am Main.